# Kurita Water Industry
Kurita Water Industries Ltd (en japonais : 栗田工業株式会社), est une société japonaise productrice de produits et matériels de traitement des eaux. 

## Histoire
Haruo Kurita, qui auparavant servait la Marine, a fondé la société en 1949. Son premier marché a été la fourniture de produits chimiques pour le traitement des chaudières de la Marine. Pendant les années 1950, Kurita Water Industries a élargi son domaine d’activité au traitement des eaux, au nettoyage (Kurita Engineering), et aux services de maintenance des installations. Dans les années 1960, Kurita Water Industries a développé des solutions pour l'optimisation des process de production du papier, dans l'industrie pétrochimique et en sidérurgie. Puis depuis le milieu des années 1970 Kurita Water Industries a créé plus d’une dizaine de filiales étrangères.
En octobre 2014, Kurita acquiert APW l'activité de traitement de l'eau de l'entreprise israélienne Israel Chemicals pour 250 millions d'euros.

## Produits
| Gestion des installations                     | Produits                                                    |
| --------------------------------------------- | ----------------------------------------------------------- |
| Systèmes de production d’eau ultrapure        | Produits pour le traitement vapeur et circuits de chauffage |
| Installations de traitement des eaux          | Produits pour les circuits de refroidissement               |
| Systèmes de traitement des eaux résiduaires   | Produits pour les eaux résiduaires                          |
| Systèmes de récupération des eaux résiduaires | Produits pour le traitement des eaux de process             |
|                                               | Matériel et ingénierie pour le traitement des eaux          |
|                                               | Services liés au traitement des eaux                        |

## Domaine d’activité
- Installations de traitement des eaux.
- Fourniture de produits et d’équipement  de traitement des eaux.
- Sol et remédiation d'eau souterraine - rejuvénation.
- Opérations et maintenance d’installations de traitement des eaux, produits et matériels de nettoyage, analyses d’eau.